# 维森巴赫
维森巴赫是德国巴登-符腾堡州的一个市镇。总面积11.13平方公里，总人口3097人，其中男性1486人，女性1611人（2011年12月31日），人口密度278人/平方公里。